# The 80´s Box Show
The 80's Box Show fue la primera gira del grupo musical mexicano de pop y rock alternativo Matute. Hasta el momento, se sabe que dio inicio en el año 2009 en un bar de nombre desconocido en el sur de la CDMX, además de ser crucial para la gira  "Mi delirio World Tour" de la cantante mexicana Anahí, siendo teloneros de la misma. 
La gira fue creada a raíz del lanzamiento oficial de su álbum debut, Ochenterizzimo.

## Concepto
El concepto era simple, la banda presentaba un conjunto de temas que formaban parte del disco Ochenterizzimo, su álbum debut. Entre los temas que destacaron, se encontraban: "No huyas de mi", "What's love got to do with it", "Nothing's gonna stop us now", "Your love", "Veinte millas", entre muchos otros más.
El escenario contaba con algunas luces robóticas, LED bars, strobos, y algunos efectos especiales, además de contar con una pantalla que presentaba algunos visuales relacionados con los temas interpretados por la banda.